# South Middleton
South Middleton – przysiółek w Anglii, w Northumberland, w dystrykcie (unitary authority) Northumberland, w civil parish Ilderton. Leży 20.9 km od miasta Alnwick, 64 km od miasta Newcastle upon Tyne i 461.9 km od Londynu. W 1951 roku civil parish liczyła 33 mieszkańców.